# Most (miasto w Czechach)
Most (niem. Brüx, łac. Pons) – miasto statutarne w północno-zachodnich Czechach, w Kotlinie Mosteckiej, nad rzeką Bíliną. Leży w kraju usteckim, będąc stolicą powiatu Most.
W mieście rozwinął się przemysł maszynowy, ceramiczny, włókienniczy oraz spożywczy.

## Historia
Został założony w X wieku na szlaku handlowym z Pragi do Freibergu. W poł. XIII stulecia powstał zamek na wzgórzu Hněvín, a osada uzyskała prawa miejskie. Przez następne stulecia miasto rozwijało się dzięki handlowi oraz uprawie winogron. Upadek ośrodka spowodowała wojna trzydziestoletnia. W XIX wieku w rejonie Mostu odkryto złoża węgla. Było to impulsem do szybkiego rozwoju miasta – powstały liczne zakłady przemysłowe (nie tylko kopalnie) przy których zbudowano nowe dzielnice, doprowadzono linię kolejową, utworzono sieć tramwajową, wybudowano wiele gmachów użyteczności publicznej, znacząco wzrosła też liczba mieszkańców.
W 1964 podjęto decyzję o przeniesieniu miasta na nowe miejsce w celu eksploatacji złóż węgla brunatnego znajdujących się pod miastem. W latach 60. i 70. całkowicie zniszczono historyczne centrum Mostu, budując na południe od niego „nowy Most”, którego zabudowę tworzą przede wszystkim bloki mieszkalne.

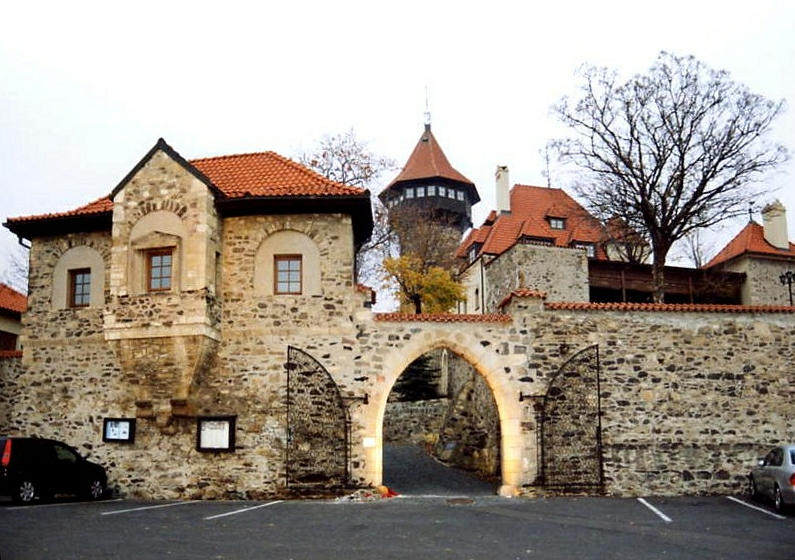
Zamek Hněvín

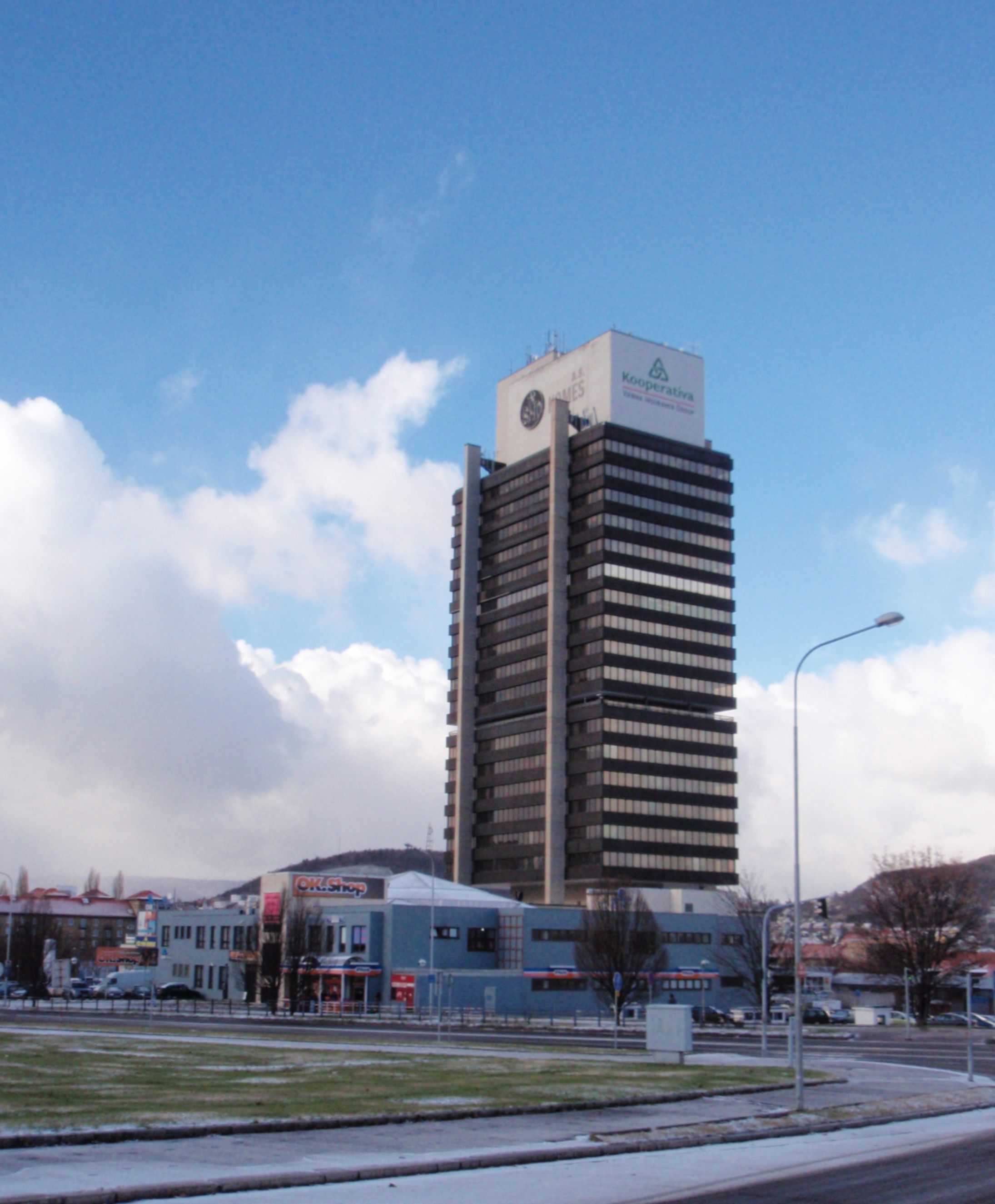
SHD Komes

Pomimo długiej historii, na skutek likwidacji śródmieścia w II poł. XX wieku Most posiada bardzo mało zabytków. Są to: gotycka kaplica i barokowy szpital św. Ducha, zamek Hněvín z przełomu XIX i XX wieku wzorowany na średniowiecznym zamku zniszczonym w czasie wojny trzydziestoletniej, kościół Wniebowzięcia NMP z XVI wieku (przeniesiony w latach 60. XX w. na obecne miejsce), krematorium z lat 1923–1924, cmentarz z nagrobkami, rzeźbami i innymi zabytkami ruchomymi przeniesionymi ze zlikwidowanych cmentarzy i kościołów w „starym Moście”, a także kilka budynków z przełomu XIX i XX wieku położonych poza dawnym centrum miasta.
Most pełni funkcję regionalnego ośrodka administracyjnego, przemysłowego, akademickiego (m.in. Wyższa Szkoła Finansów i Administracji), handlowo-usługowego i kulturalnego.
Miasto powszechnie znane jest z kompleksu sportowego zwanego „trzema dromami”, składającego się z: Aquadromu (aquapark), Hipodromu (hipodrom) i Autodromu (tor wyścigowy), klubu piłkarskiego SIAD Most, a także mierzącego 96 m biurowca SHD Komes – trzeciego najwyższego wieżowca w Czechach (i najwyższego poza Pragą).
Jest to również ważny w skali kraju węzeł drogowy (drogi krajowe I/13, I/15 i I/27 oraz droga wojewódzka nr 255) i kolejowy (linia Uścia nad Łabą–Chomutov oraz Most–Cieplice). 3,5 km na północ od miasta znajduje się lotnisko sportowe. W mieście funkcjonuje, wspólna z sąsiednim Litvínovem, komunikacja autobusowa i tramwajowa (w latach 1946–1959 także trolejbusowa).
Według danych na 1 maja 2008 liczba ludności Mostu wynosi 67 216 osób, a powierzchnia – 86,94 km².

## Demografia
Dane z 1 stycznia 2024:
| Opis        | Ogółem | Kobiety       | Mężczyźni     |
| ----------- | ------ | ------------- | ------------- |
| Populacja   | 63 882 | 32 949 51,58% | 30 933 48,42% |
| Średni wiek | 42,8   | 44,5          | 40,9          |

- gęstość zaludnienia: 734,8 mieszk./km² (2024)

## Miasta partnerskie
- Kulon Progo(inne języki)
- Meppel
- Marienberg
- Ułan Bator